# Arthur Godfrey Peuchen
El teniente coronel Arthur Godfrey Peuchen (18 de abril de 1859-7 de diciembre de 1929) fue un empresario y militar canadiense, superviviente del hundimiento del Titanic.

## Primeros años
Nacido en Montreal, Quebec, Peuchen era hijo de un contratista del ferrocarril; su abuelo materno dirigió el ferrocarril de Londres, Brighton y la costa sur británica. Fue educado en colegios privados.
En 1888, ingresó en la vida militar y se convirtió en teniente de los The Queen's Own Rifles of Canadá. Peuchen fue ascendiendo de rango, y en 1911, era oficial en la coronación del rey Jorge V y la reina María.
El 26 de abril de 1893 se casó con Margaret Thomson (1867-1951) y tuvieron dos hijos, Jessie, nacida en 1894, y Godfrey Alan, nacido en 1897. Tenían su propia residencia en Toronto, pero le gustaba especialmente su villa neogótica de 38 habitaciones levantada en 1869 en la propiedad familiar a la orilla del lago Simcoe, que contaba con su propio puerto deportivo, campo de golf y cancha de tenis.
En 1897, Peuchen perfeccionó planes para extraer sustancias químicas útiles de maderas duras y desechos de la madera, siendo los productos principales el ácido acético, acetato de lima, acetona, metanol, y formaldehído. Los ácidos eran empleados en las industrias del teñido textil, el formaldehído era utilizado por los productores de trigo en Canadá, y la acetona se empleaba en la fabricación de explosivos de alta potencia como la cordita.
Peuchen se convirtió posteriormente en presidente de Standard Chemical, Iron & Lumber Company of Canadá, Ltd. La compañía tenía numerosas plantas e instalaciones en Canadá, así como refinerías localizadas en Canadá (Montreal), Francia, Alemania, y el Reino Unido (Londres). Como algunas de las instalaciones de la compañía se encontraban en el extranjero, Peuchen viajaba a menudo a Europa en barco.
Peuchen poseía un yate llamado Vreda con el que cruzó el Atlántico bajo su propia bandera. Durante un tiempo, fue vicecomodoro y contracomodoro del Real Club de Yates Canadiense.

## Titanic
Peuchen embarcó en el Titanic en Southampton, el 10 de abril de 1912, como pasajero de primera clase en su 40.º viaje transatlántico. Según los informes, estaba preocupado por que el capitán Smith estuviera al mando, porque pensaba que Smith era un comandante pobre y demasiado mayor.
En la noche del hundimiento, una de las cuerdas del bote salvavidas 6 se enredó y casi cayó sobre otro bote salvavidas, entonces el capitán Smith y el segundo oficial Lightoller preguntaron si alguien sabía de náutica, y Peuchen dio un paso adelante diciendo que era navegante. Bajó la cuerda, la desató y cayó en el bote salvavidas 6. Peuchen fue el único pasajero masculino adulto que Lightoller dejó subir a un bote esa noche. Más tarde, afirmó que no se dio cuenta de que el Titanic estaba condenado hasta que vio el barco desde el bote salvavidas.
Debido a que Peuchen era un oficial militar, estuvo en el punto de mira por permitir que Hichens evitara que los ocupantes de la barca regresaran a por supervivientes y por tolerar el abuso verbal que supuestamente dio Hichens. Peuchen también fue criticado por exagerar su propio papel y no reconocer el papel fundamental que desempeñó Margaret Brown en la conducción de los ocupantes del bote salvavidas, remando y levantando la moral. Es posible que Peuchen, como navegante, haya creído que cuestionar a un oficial a cargo alentaría el motín.
Peuchen atacó públicamente al capitán Smith y la tripulación de Titanic, criticando su habilidad marinera como deficiente; sin embargo, su testimonio oficial en la investigación del Senado de los Estados Unidos sobre el desastre fue moderada un poco por las entrevistas que dio en los días después del rescate.
En 1987, la cartera de Peuchen fue recuperada del área alrededor de los restos del Titanic; en el interior se encontraban un billete de tranvía, un cheque de viajero, y su tarjeta de visita.

## Vida posterior
En Toronto, Peuchen fue considerado un cobarde, en gran parte debido a su actitud egoísta, y se especuló que su esperado ascenso a teniente coronel de los The Queen's Own Rifles no sería otorgado. A pesar de los rumores, la promoción se efectuó el 21 de mayo de 1912; también recibió la condecoración de los Oficiales Voluntarios. Cuando comenzó la Primera Guerra Mundial, Peuchen se retiró de Standard Chemical para comandar el batallón de los Queen's Own Rifles.
En los años posteriores, la posición social de Peuchen en la alta sociedad canadiense decayó mucho, como hombre que sobrevivió tanto al hundimiento del Titanic como a la Primera Guerra Mundial. Hizo malas inversiones y perdió gran parte de su fortuna en los años 1920.
Murió en Toronto el 7 de diciembre de 1929 a los 70 años. Fue enterrado en el Mount Pleasant Cemetery de Toronto.

## Retrato
- Robert Ayres lo interpretó en A Night to Remember (película de 1958)